# Püssi
Püssi (in tedesco Neu-Isenhof) è un ex comune dell'Estonia situato nella contea di Ida-Virumaa, nell'Estonia nord-orientale; classificato come comune urbano, nel 2013 è stato accorpato, insieme a Maidla, nel comune di Lüganuse.
Piccolo centro industriale, sorge nei pressi della linea ferroviaria San Pietroburgo-Tallinn, a 142 km da Tallinn e a 68 da Narva; si estende su una superficie di 2,1 km² e secondo il censimento del 2006 contava 1 837 abitanti.